# Thomas Colley Grattan
Thomas Colley Grattan, född 1792 i Dublin, död den 4 juli 1864, var en brittisk författare.
Grattan ingick som mycket ung vid armén, men tog avsked redan 1816. Han var 1839-1853 konsul i Boston och levde sedan i London. Bland hans arbeten kan nämnas Legends of the Rhine and the Low Countries (1832) samt de av Walter Scott påverkade historiska romanerna The heiress of Brugge (1828; "Arftagerskan i Brügge", 1837) och Jaqueline of Holland (1831).